# لا آروکانا
لا آروکانا (به اسپانیایی: La Araucana) حماسه‌ی منظومی از قرن شانزدهم میلادی است که به زبان اسپانیایی دربارهٔ تسخیر شیلی توسط آلونسو د ارسیا سروده شده‌است. این مجموعه اشعار حماسه ملی در ناحیهٔ فرمانداری شیلی و یکی از مهم‌ترین آثار ادبی در عصر طلایی اسپانیا (Siglo de Oro) بود.
بنا بر ادعای شاعر این منظومه، خود او در جنگ شرکت داشت و وقایع را وقتی در شیلی مستقر بود، با استفاده از کاغذ، چوب درختان و دیگر وسایل محلی به نگارش درآورده‌است و بعد از پایان جنگ ابیات سروده شده را به یکدیگر متصل کرده و داستان را به حالت واحدی درآورد. در داستان آروکانا شخصیت منفی داستان که رهبر سرخ‌پوستان است، فردی قابل احترام تصویر شده که در نبرد شکست می‌خورد. این داستان همچنین با تأثیر از ادبیات ایتالیایی و ادبیات رنسانس حالتی مذهبی و در دفاع از کلیسای کاتولیک به خود گرفته‌است.
شورش زمانی آغاز می‌شود که فاتح شیلی، پدرو د والدویا، توسط سرخپوستان ماپوچه (همچنین به عنوان Araucanian) دستگیر و کشته شده‌است. نویسنده، آلونسو د ارسیا، در این هنگام به جای آن‌که اعدام شود، برای جنگ به جبهه‌ها اعزام شده‌بود. او در زمان رخداد داستان‌ها در معرکه حضور داشت و واقعه‌نگاری می‌کرد. او به همدردی با رنج سرخپوستان، تحسین شجاعت مقاومت آن‌ها، انتقاد از ظلم و ستم اسپانیا دست زده‌است اما در عین حال در وفاداری به پذیرش مشروعیت احکام پادشاه اسپانیا و برای گسترش مسیحیت، مهاجمان را نیز تحسین می‌کند و به توصیف محسنات اسلحه‌های اسپانیایی می‌پردازد.
پس از بازگشت ارسیا به اسپانیا، این کتاب در مادرید در سه قسمت و در طول بیش از دو دهه منتشر شد. جلد اول در سال ۱۵۶۹ منتشر شد. دوم در سال ۱۵۷۸ و سوم در سال ۱۵۸۹ چاپ و نشر شدند. این کتاب پس از آن، موفقیت قابل توجهی در میان مخاطبان یافت.
این منظومه تأثیرات بسیاری بر ادبیات اسپانیایی نهاد و پس از آن کتاب‌های ادبی دیگری نیز دربارهٔ فتوحات امپراتوری اسپانیا در آمریکای لاتین نوشته شدند. میگوئل سروانتس در اثر سرشناس خود، دن کیخوت، از زبان یکی از شخصی‌های داستانش، در آن بخشی که مرتبط با کتاب‌سوزی‌هاست، کتاب لا آراوکانا را در زُمرهٔ یکی از سه کتاب برتر رزم و جنگ در زبان اسپانیولی یاد می‌کند که قابل رقابت با داستان‌های رزمی ایتالیایی هستند. امروزه در کشور شیلی لا آراوکانا نوعی حماسهٔ منظوم و ایلیادگونه است و بخش‌هایی از آن در مدارس به دانش‌آموزان تدریس می‌گردد.